# Orsa Maggiore (A 5323)
L'Orsa Maggiore è uno yacht da regata della Marina Militare, utilizzata per attività addestrative a favore degli istituti di formazione della Marina Militare ed è la più grande nave a vela della Marina Militare dopo il veliero Amerigo Vespucci.

## Il progetto
L'Orsa Maggiore è uno Yacht oceanico da regata, armato a ketch, con albero di mezzana a proravia del timone, e del tutto unico nel genere, costruito e varato nel 1994 nel Cantiere Tencara di Venezia, lo stesso nel quale sono state realizzate prestigiosissime imbarcazioni a vela, tra cui Il Moro di Venezia e Mascalzone Latino, su progetto del rinomato progettista navale  Andrea Vallicelli.
L'imbarcazione si discosta notevolmente dalle altre navi scuola, destinate allo sport velico, per i materiali con cui è stata realizzata; lo scafo è stato in materiale composito di carbonio, kevlar e vetroresina,, che ha reso la struttura dello scafo più leggera e contemporaneamente molto più resistente dei precedenti scafi in legno e decisamente innovativo per gli anni in cui è avvenuta la sua progettazione.
Presenta una velatura di 802 m² e in caso di necessità o bonaccia può contare su un motore IVECO AIFO 8361 da 360 hp che consente una velocità massima di 8 kt con un'autonomia di 2 200 nmi ad una velocità di 7 kt mentre motori elettrici ausiliari da 13,5 kW/h provvedono ai servizi di bordo.
L'equipaggio per attività locali e di trasferimento è di 7 effettivi, che salgono a 20 per regate e campagne di istruzione.

## Storia
L'imbarcazione è stata commissionata direttamente dalla Marina Militare allo scopo di disporre di uno scafo che privilegiasse tutte le caratteristiche che potessero garantire la massima sicurezza in navigazione in tutti i mari ed oceani del pianeta, con ogni condizione di mare e di vento.
L'Orsa Maggiore, consegnata alla Marina Militare nel 1995, ha partecipato a numerosi eventi di rappresentanza in Italia ed all'estero, oltre alle numerose manifestazioni veliche che periodicamente la vedono presente, prima fra tutte il Trofeo Accademia Navale (TAN), organizzato nella Città di Livorno dall'Accademia Navale, che ogni anno riunisce imbarcazioni a vela da ogni parte del mondo.
L'unità è inquadrata nel COMGRUPVELA ed ha come sede di servizio Livorno.
Nel 1995 subito dopo l'entrata in servizio l'imbarcazione ha vinto in tempo reale la regata Sail Indonesia. Tra il 1996 e il 1998 l'Orsa Maggiore ha fatto il giro del mondo; in particolare nel 1997 ha stabilito il record nella traversata Brisbane (Australia) – Noumea (Nuova Caledonia) impiegando 3 giorni, 23 ore, 40 minuti e 23 secondi per percorrere 823 miglia nautiche, record ad oggi ancora imbattuto.
Nel 1998 ha vinto in tempo reale e compensato di classe la regata ISTA in Atlantico.
Tra il 2000 e il 2002 ha fatto per la seconda volta il giro del mondo, prima imbarcazione a vela della Marina Militare Italiana a compiere il giro del mondo due volte, partecipando nel 2000 alla regata Sydney-Hobart in occasione delle Olimpiadi, nell'aprile 2002 alla Miami-Baltimora e, sempre nello stesso anno, alla competizione Cutty Sark a Brest.
Nel 2004 ha ottenuto il primo posto in tempo reale nella regata Tall Ships' Race (Anversa, Aalborg, Stavanger e Cuxhaven), competizione che mette a confronto le Tall Ship, i velieri ad alti alberi delle navi scuola di tutto il mondo.
Nel 2010 ha ottenuto il primo posto in tempo reale alla Garibaldi Tall-Ships Regatta (Genova-Trapani) organizzata in memoria della traversata dei Mille da Quarto a Marsala nel 150º anniversario dell'Impresa dei Mille.
Nel 2013 ha ottenuto il terzo posto in tempo reale alla regata Montecarlo Portofino.
Dal 2014 l'imbarcazione partecipa ad attività sia a favore di organizzazioni ONLUS ambientalista (MAREVIVO) sia ad attività addestrative a favore degli istituti di formazione della Marina Militare.